# Nagykereki
Nagykereki ist eine ungarische Gemeinde im Kreis Berettyóújfalu im Komitat Hajdú-Bihar. Zu der Gemeinde gehört die zwei Kilometer südlich liegende Ortschaft Nagyzomlin.

## Geografie
Nagykereki liegt im Osten von Ungarn und grenzt an den rumänischen Kreis Bihor sowie an folgende Gemeinden:
| Bojt   | Kismarja                                    |                 |
| Bedő   | Kompassrose, die auf Nachbargemeinden zeigt | Tămășeu (RO-BH) |
| Ártánd |                                             | Borș (RO-BH)    |

## Geschichte
Die frühesten archäologischen Funde stammen aus der Zeit der Árpáden.

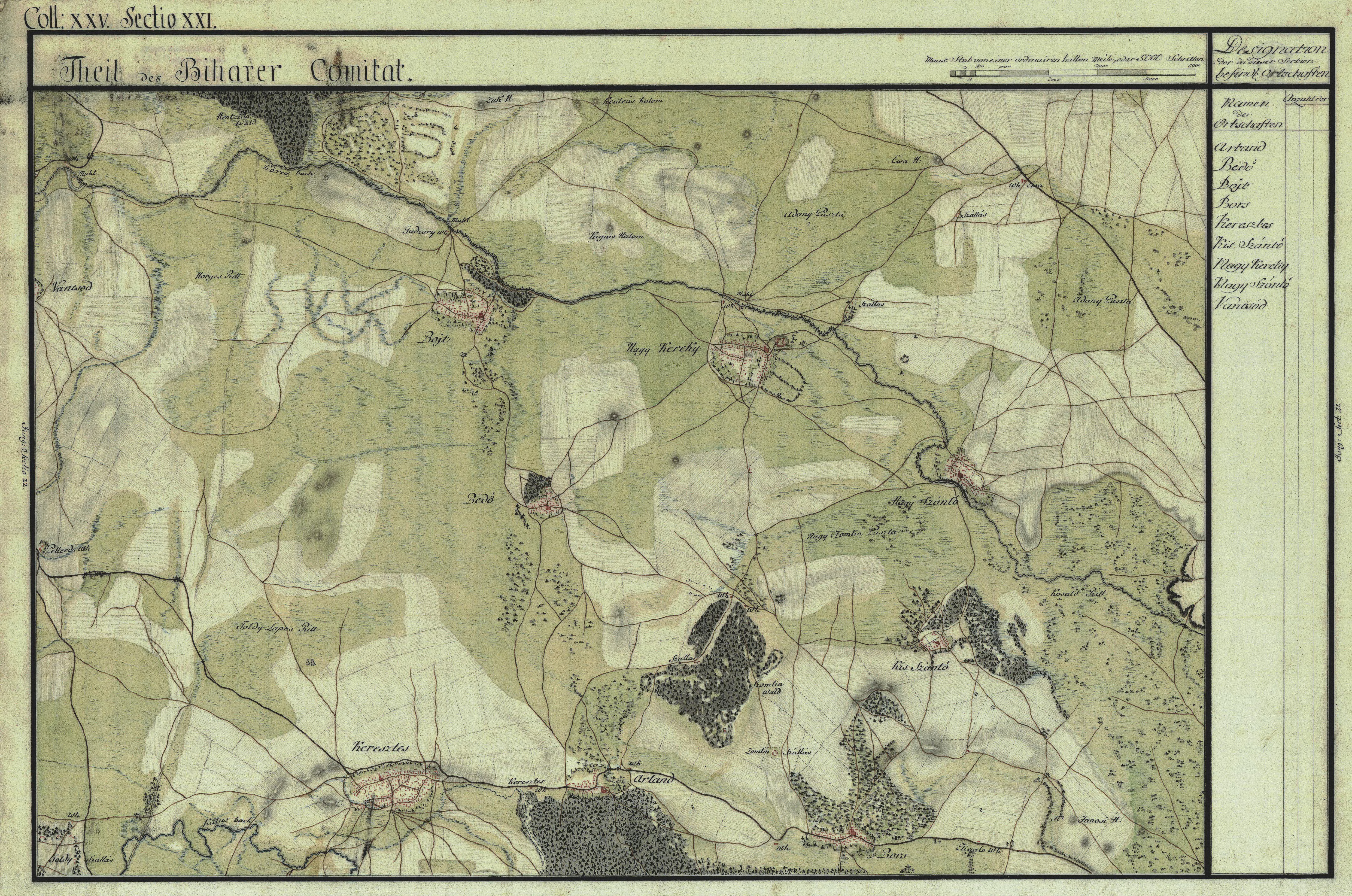
Nagy Kereki (Kartenmitte) um 1782 (Aufnahmeblatt der Josephinischen Landesaufnahme)
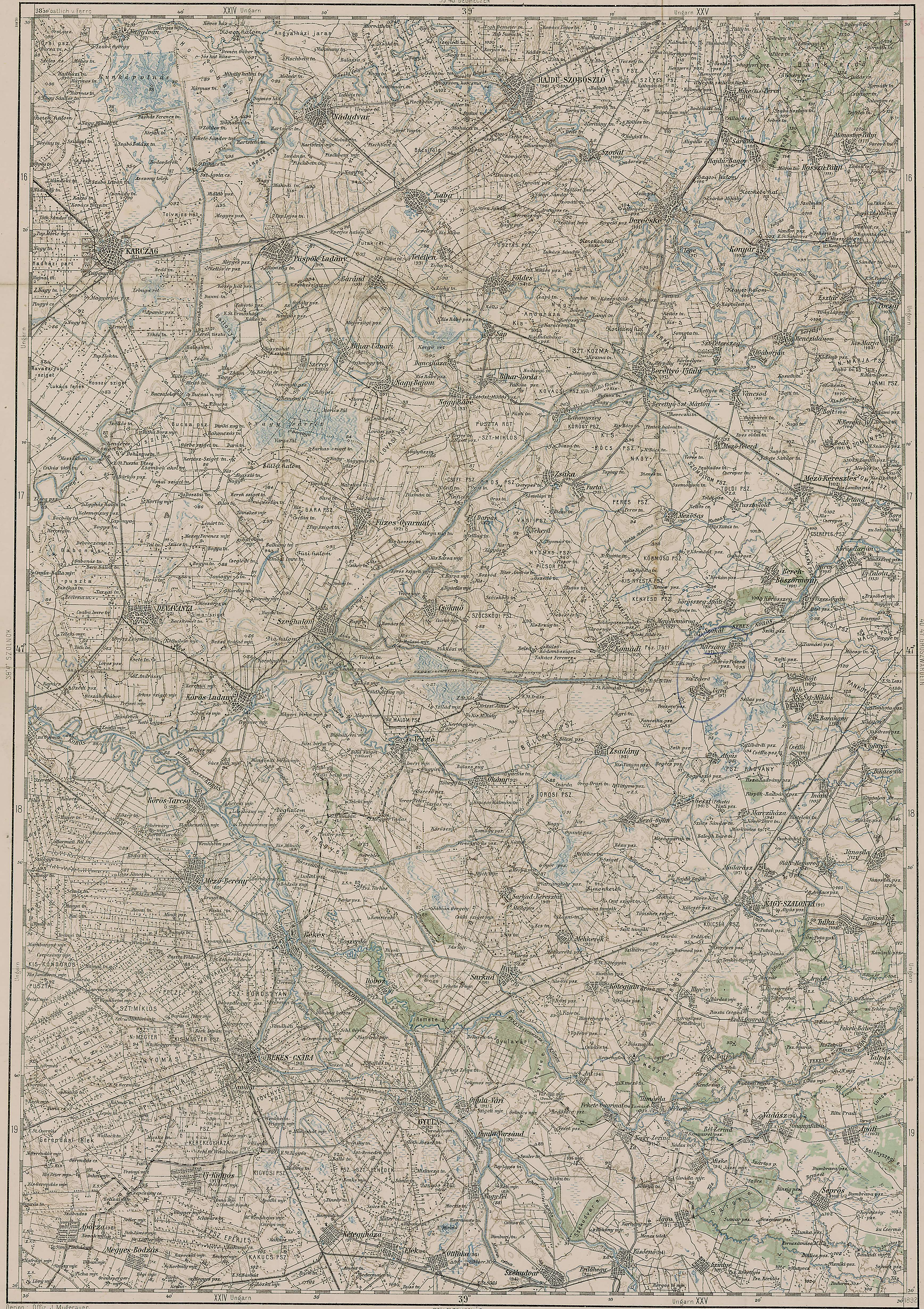
N-Kereki (N 47° 11'; O 39° 28') um 1892 (Aufnahmeblatt der Franzisco-Josephinischen Landesaufnahme)

## Sehenswürdigkeiten
- József-Simonyi-Gedenktafel (Simonyi óbester-emléktábla), erschaffen 2011 von Árpád Deák
- István-Bocskai-Büste, erschaffen 1977 von Pál Pátzay
- Millenniums-Gedenktafel, erschaffen 2001 von Árpád Somogyi
- Reformierte Kirche, erbaut 1790 (Spätbarock)
- Schloss Bocskai (Bocskai-várkastély) mit Museum und Gedenkausstellung zu István Bocskai
- Weltkriegsdenkmal (I. és II. világháborús emlékmű), errichtet 1997

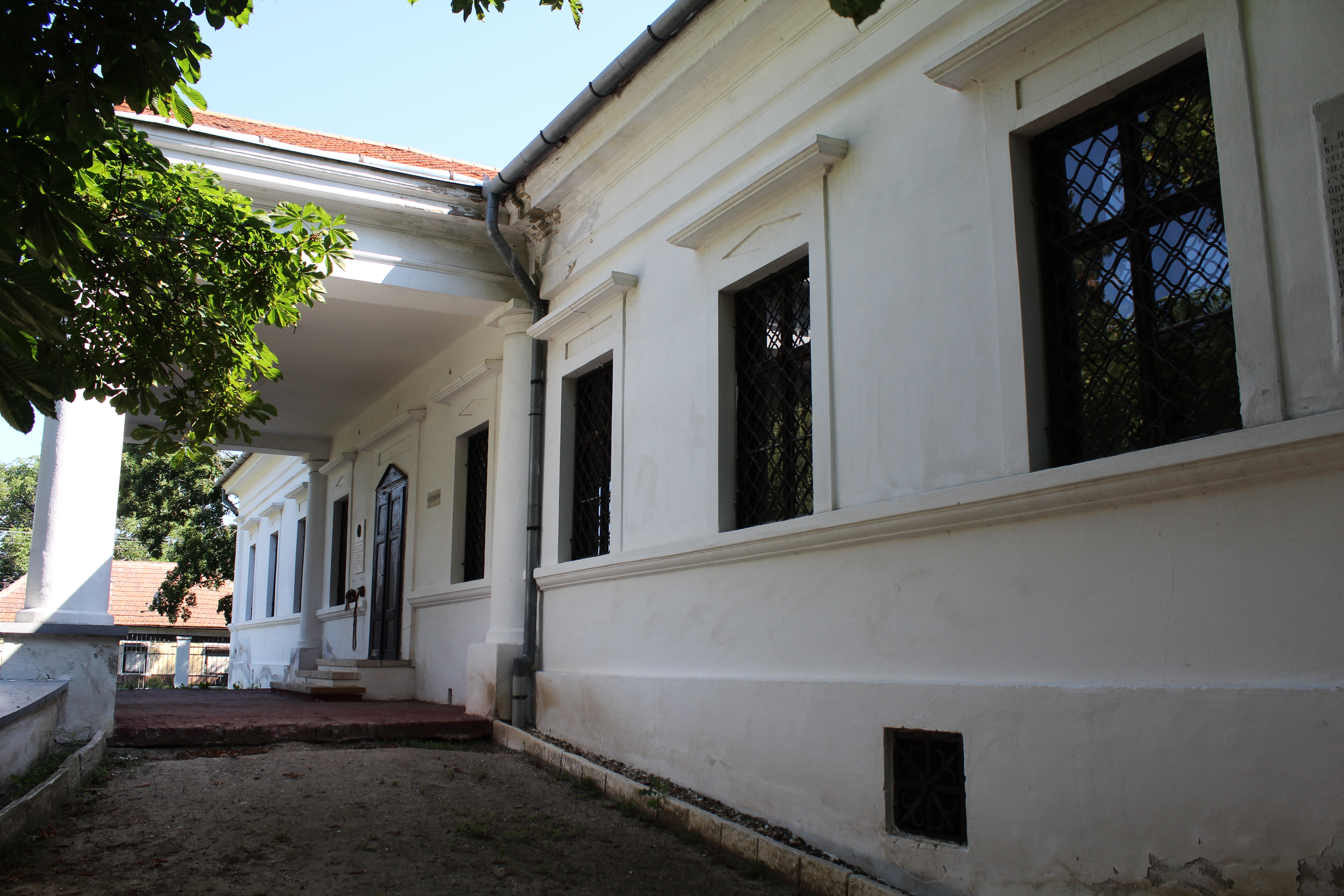
Schloss Bocskai, Eingang
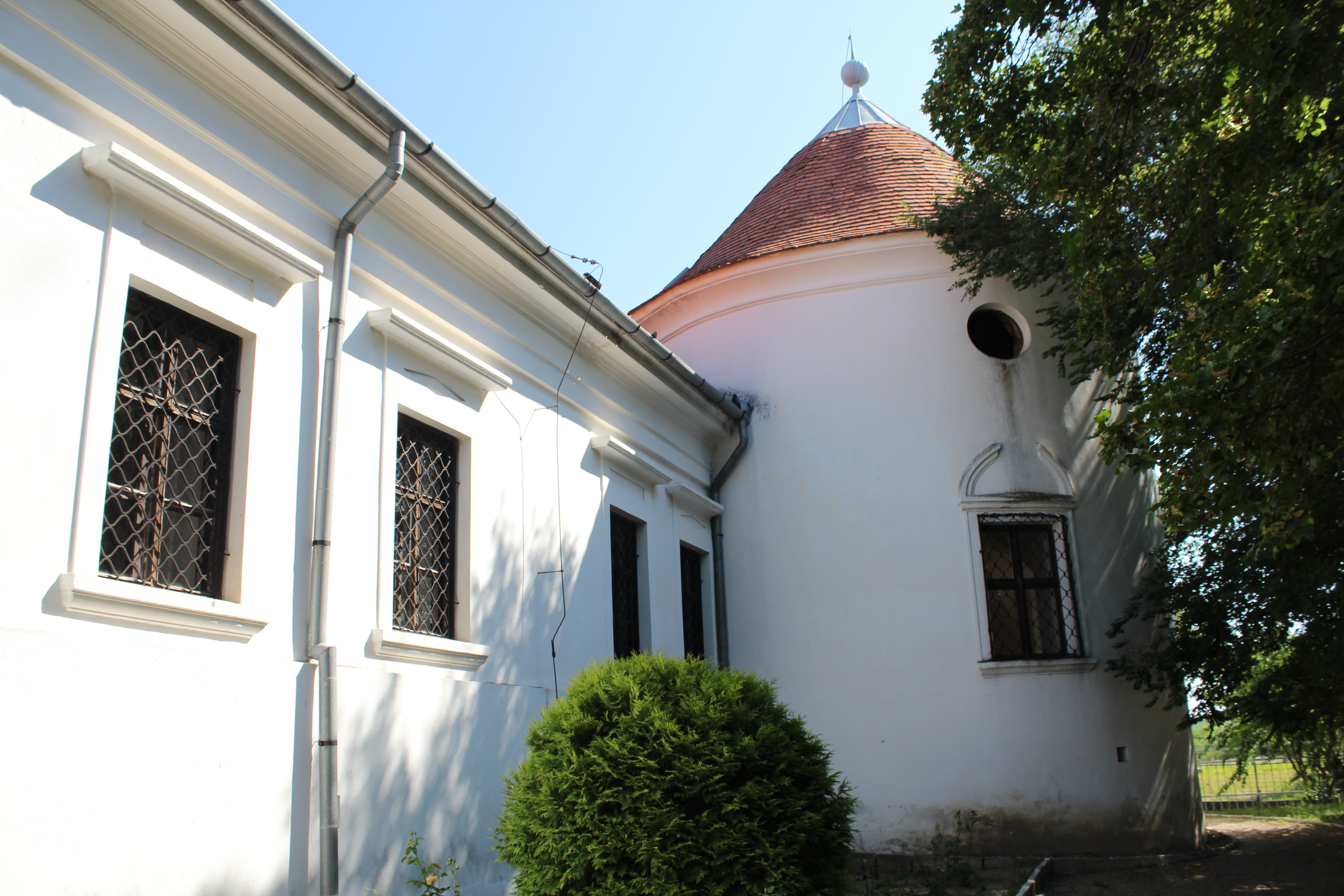
Schloss Bocskai, Seitenflügel

## Wirtschaft und Verkehr
Durch Nagykereki verlaufen die Landstraße Nr. 4808 und der Fernwanderweg Alföldi Kéktúra. Die Gemeinde ist an die Bahnstrecke Debrecen–Nagykereki angeschlossen.